# Герман Ріттер фон Манн
Герман Ріттер фон Манн Едлер фон Тіхлер (нім. Hermann Ritter von Mann Edler von Tiechler; 3 січня 1889, Нюрнберг — 22 серпня 1961, Мюнхен) — німецький офіцер, генерал-лейтенант люфтваффе.

## Біографія
Син відставного майора Баварської армії і комісара з попереднього відбору коней Адольфа Ріттера фон Манна і його дружини Аліни, уродженої Гешель. Старший брат генерал-майора сухопутних військ Фердинанда Ріттера фон Манна.
3 серпня 1908 року вступив в 14-й баварський піхотний полк. 24 липня 1911 року в цей самий полк вступив його брат. Учасник Першої світової війни, з 26 серпня 1914 року — ад'ютант батальйону свого полку. 15 вересня 1916 року взятий в полон британськими військами. В листопаді 1919 року звільнений і повернувся в Німеччину. 27 квітня 1920 року вступив в баварську поліцію. 1 жовтня 1935 року переведений в люфтваффе. З 1 жовтня 1937 року — начальник 4-го авіаційного училища в Фюрстенфельдбруку. 7 березня 1940 року переведений в Імперське міністерство авіації і 1 жовтня 1940 року призначений інспектором навчальних закладів та бойової підготовки. Залишався на цій посаді понад 2 роки і 4 листопада 1942 року став суддею Імперського військового суду. 25 жовтня 1944 року відправлений в резерв ОКЛ, а 31 січня 1945 року звільнений у відставку.

## Звання
- Фанен-юнкер (3 серпня 1908)
- Лейтенант (23 жовтня 1910)
- Оберлейтенант (1 червня 1915)
- Оберстлейтенант поліції (1 квітня 1935)
- Оберстлейтенант (1 жовтня 1935)
- Генерал-лейтенант (1 листопада 1940)

## Нагороди
- Залізний хрест 2-го класу
- Почесний хрест ветерана війни з мечами
- Медаль «За вислугу років у Вермахті» 4-го, 3-го, 2-го і 1-го класу (25 років)